# Mycteroperca rubra
Mycteroperca rubra је зракоперка из реда Perciformes.

## Угроженост
Ова врста није угрожена, и наведена је као последња брига јер има широко распрострањење.

## Распрострањење
Врста има станиште у Албанији, Алжиру, Анголи, Бенину, Габону, Гани, Гвинеји Бисао, Гибралтару, Грчкој, ДР Конгу, Египту, Екваторијалној Гвинеји, Западној Сахари, Израелу, Италији, Камеруну, Кипру, Либану, Либерији, Либији, Малти, Мароку, Мауританији, Нигерији, Обали Слоноваче, Португалу, Републици Конго, Сенегалу, Сијера Леонеу, Сирији, Тогу, Тунису, Турској и Шпанији.
ФАО рибарска подручја (енг. FAO marine fishing areas) на којима је ова врста присутна су у источном централном Атлантику, Медитерану и Црном мору и југоисточном Атлантику.

## Популациони тренд
Популациони тренд је за ову врсту непознат.